# Vladimir Boljević
Vladimir Boljević (* 17. ledna 1988, Titograd, SFR Jugoslávie) je černohorský fotbalový záložník aktuálně hrající za klub AEK Larnaka.

## Klubová kariéra
Boljević začínal kariéru v černohorském klubu FK Zeta, kde získal ligový titul a zahrál si v kvalifikaci Ligy mistrů UEFA. V roce 2011 přestoupil do polského celku Cracovia. V červenci 2014 odešel zadarmo do kyperského týmu AEK Larnaka.

## Reprezentační kariéra
Boljević reprezentoval Černou Horu v kategorii U21.